# 朝山貴生
朝山 貴生（あさやま たかお、1975年 - ）は、日本の実業家。テックビューロ株式会社創業者・代表取締役、テックビューロ ホールディングス株式会社代表取締役。元NEM財団理事。

## 人物・来歴
兵庫県生まれ。関西学院大学商学部卒業。大学在学中の1996年に起業し、2014年テックビューロを創業。2015年に1億円の資金調達をし、暗号資産取引所Zaifを設立。新規仮想通貨公開なども手掛けた。不正アクセスによる仮想通貨流出事件を受け、2018年にZaifをフィスコに事業譲渡し、廃業を発表した。NEM財団理事としてCoincheckからの流出事件の対応にあたるなどもした。